# 青春进行时 (电视剧)
《青春进行时》是2009年一出中国电视剧，为SMG和MBC联合制作的一部连续剧，由付辛博、韦炜、井柏然、田海、曹苑、张馨予、何琢言等人主演。该剧改编自韩国著名的情景喜剧《Non-Stop》，并立志成为中国版的Non-Stop。于SMG旗下的旗舰频道东方卫视独家首播

## 播出時間
| 頻道     | 所在地 | 播映日期      | 播出時間                              |
| -------- | ------ | ------------- | ------------------------------------- |
| 东方卫视 | 中国   | 2009年7月13日 | 每週一~週五17：30-18:00播出(一次一集) |

## 演員表
- 付辛博　飾　  包子
- 韦　炜　飾　 韦东根
- 井柏然　飾　  井宝
- 田　海　飾　 田海
- 曹　苑　飾　 曹园园
- 张馨予　飾　 张珍妮
- 何琢言　飾　 何琢言
- 殷有粲　飾　 殷有粲
- 黄艺馨　飾　 黄小新
- 朱　桢　飾　 朱教授
- 朱赤丹　飾　 朱丹丹
- 高　源　飾　 店长
- 炎　仕　飾　 秦小士
- 马　璐　飾　 银雅
- 吴　斌　飾　 吴斌
- 王　冠　飾　 王冠
- 牟　星　飾　 咖啡吧经理
- 彭怡歌　飾　 依歌

## 外部
《青春进行时》付辛博片场亲自做摄相师 （页面存档备份，存于）